# Ulaşlı, Kozluk
Ulaşlı là một xã thuộc huyện Kozluk, tỉnh Batman, Thổ Nhĩ Kỳ. Dân số thời điểm năm 2011 là 1.206 người.